# Kanadische Badmintonmeisterschaft 1940
Die Kanadische Badmintonmeisterschaft 1940 fand in Winnipeg statt. Es war die 19. Auflage der nationalen kanadischen Titelkämpfe im Badminton.

## Titelträger
| Disziplin    | Sieger                        |
| ------------ | ----------------------------- |
| Herreneinzel | Jim Snyder                    |
| Dameneinzel  | Dorothy Walton                |
| Herrendoppel | Jim Snyder Paul Snyder        |
| Damendoppel  | Dorothy Walton Evelyn Effnert |
| Mixed        | Dick Birch Vess O’Shea        |